# 運輸連合
運輸連合（うんゆれんごう、ドイツ語: Verkehrsverbund）は公共近距離旅客輸送（Öffentlicher Personennnahverkehr, ÖPNV）の共同および調整された業務遂行の目的で地方自治体および運輸会社の法的、組織的な地域交通機関の連合体である。

## 基本責務と特徴
基本的な責務は
- 運賃体系の統一
- 可能な限り単一で、すべての運送会社によって公認される乗車券の適用範囲（特に大都会では例えば、より高い運賃や特別な定期券カードなど、例外が存在するのが可能である。）
- 調整された時刻表
- 共通時刻表の本の発行
- 交通地域の範囲内の重複する路線番号の回避
- 統一された車両塗装
- 統一されたバス停の標識
- すべての運送会社の運送手段間の接続保証

で構成される。
すべての運輸連合の場合に、相当する地域（普段は1つの地域）で、すべての運送会社のすべての輸送手段を同じ料金で、つまり1つの乗車券で使用できるのは有効である。さらに、並行の運送（すなわち、異なる輸送手段による同じ路線上の同じ停車地間の運行）はできる限り回避すべきである。過去数年間の傾向によれば、より大きい範囲の運輸連合が明らかに形成しており、その場合遷移区間の運賃（Übergangstarife）もますます合意されている。

### 汎地域運賃システム
一部のドイツおよびすべてのオーストリアの連邦州は、連邦州の輸送協会を設立し発展させた。ドイツのベルリン市及びブランデンブルク州、ザールラント州、シュレースヴィヒ＝ホルシュタイン州、ハンブルク市、ブレーメン市には連邦州運賃システムが存在する。
運輸企業の連合体のような構造は、オランダの全国交通料金体系にも存在する。運賃が引き落とされるチップカードであるOVチップカードは、すべての列車、路面電車、地下鉄、バス、多くのフェリーで有効である。イスラエルにはラヴカヴ（Rav-Kav、ヘブライ語で「複数の路線」の意味）という、オランダと同様の運賃システムがあり、さまざまな運送会社や輸送モードにまたがる全国的な料金システムでもある。
イギリスには、乗客運送実行委員会（Passenger Transport Executive）という名前の関連交通機関が存在する。

### 長距離輸送
オーストリア、スイス、オランダ、その他の国では、すべての列車を運輸連合あるいは国内の地方交通機関の乗車券で一緒に使用できる。ただし、国際長距離列車および高速列車の場合、部分的に例外がある。ドイツでは、長距離列車は一般的に運輸連合に統合されていないものの、他の列車番号の付けられたIC列車はいくつかの運行区間で快速列車（Regional Express, RE）として運行されて、その区間では運輸連合の乗車券も許容される。

## 運輸連合の短所

### 運輸連合の境界地域
運輸連合はその地域範囲以内の乗客にとって有利であるのと同じくらい、異なる運輸連合の地域間で公共交通手段で移動したい場合、あるいは運用連合の境界地域に住んでいる場合、それが不利になる可能性もある。今まで、多くの運輸連合が隣の運輸連合あるいは近隣地域における他の運送会社と協定を締結し、遷移区域の運賃システム（Übergangstarif）を提供している。旅客運送は取引先の原則（Bestellerprinzip）に従って路線網を境界で制限することが多くても、実際の通行需要はそうではないゆえ、この問題はしばしば難しくなっている。

### 運賃の問題
多数の運輸連合は、統一された、しばしば非常に洗練された料金システムを提供する。しかし、これこそが、運賃システムや地域の知識が不足な異邦人にとってしばしば問題になって、適した乗車券を手に入れるのが非常に難しい。さらに、各地域の運輸連合には料金支払いの方式が異なるので、この状況は明らに困難となる。運輸連合は今まで一貫した料金体系やシステムの命名に成功したことがない。例えば、1日乗車券が24時間有効な場合もあり、1日の運行終了までのみ有効な場合もある。グループ用または家族用の乗車券があり、折には他の人との同行が認定される「プラス乗車券」などもある。

### 共通運賃制度 (Durchtarifierung)
共通運賃制度とは、乗客が全体の往復区間で1枚の乗車券を購入するだけで、特に地域の鉄道が統合された路線網の場合、複数の輸送手段を利用できる制度と説明される。ただし、1 kmあたりの運賃は、長距離通行の場合よりも短距離通行の場合、はるかによく高くなる。この漸進的に減少する運賃の形態は、路線距離の増加について損失が相対的に発生する結果をもたらす。これはいわゆる共通運賃制度の損失（Durchtarifierungsverlust）と呼ばれる。

## 運用国家

### イギリス
都会運送グループ（Urban Transport Group, UTG）の政治的な利益代弁の目的で結成されたイギリスの「旅客輸送局（Pessanger Transport Executives）」は、ドイツの運輸連合に類似している。

### 欧州連合
公共近距離旅客輸送（Öffentlicher Personnennahverkehr, ÖPNV）に関する法律に相当するEU指令（EU-Richtlinie）は一律に適用される。この指令の目的は、公共近距離旅客輸送を競争に開放することである。しかし、実際の競争は無意味で、黒字で運営できないが、継続的な運営が望ましくて、公共サービスの骨組みでも法的に必要である、多くのÖPNV路線もある。そのゆえ、申し出されるさまざまな路線の生成によって指令が発効する。もちろん、車両の仕様および品質などのような他の基準も指定される。専門的な能力や信頼性などの通常の基準は考慮されて、落札は最高の入札価格を提供して、最低の政府補助金を要求する会社に与えられる。

#### ドイツ

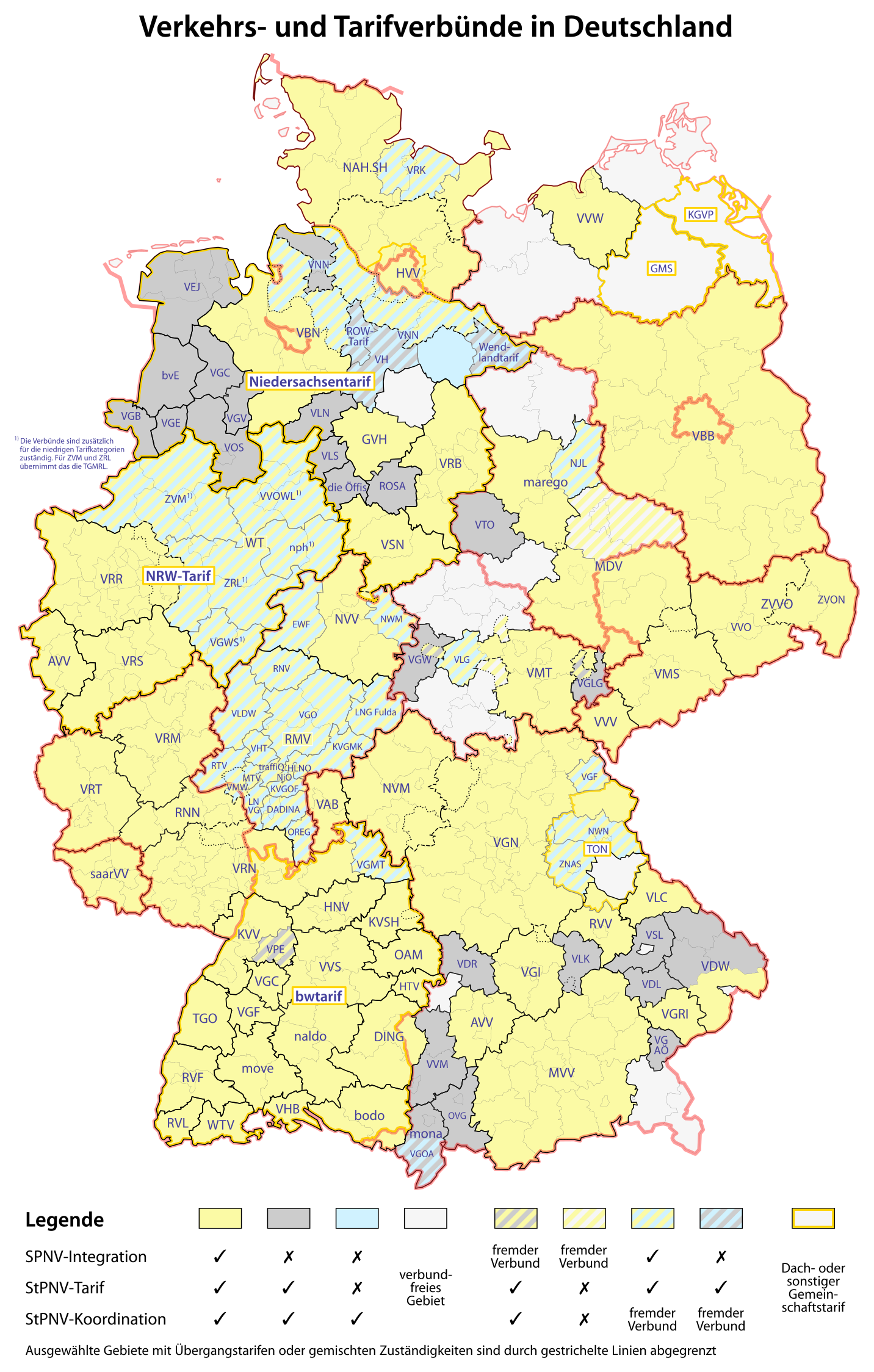
ドイツ全国運輸連合の概念図

ドイツにおける運輸連合は、特別目的の連盟の形で公共近距離旅客輸送の実施を目的とした、郡および独立市などの地方自治体の法的・組織的な組合である。歴史的には地元の運輸会社も地方自治体と共同でその組合に構成されていた。運輸連合はほとんどドイツの有限会社の形であり、その場合、株主は郡、都市、それぞれの連邦州である。
ドイツ最初の運輸連合は1965年11月29日に設立されたハンブルク運輸連合（Hamburger Verkehrsverbund, HVV）である。HVVは一つの地域ですべての交通機関を包括した世界最古の運輸連合である。
(1) 運輸連合および運輸同盟
運輸協会とは対照的に、運輸同盟（Verkehrsgemeinschaft）には関係する運輸会社の間に協力が重要である。一般に公共交通サービスの入札を規定するヨーロッパレベルの法的要件により、既存の定期船の譲歩が期限切れになると、中期的にはこれ以上の輸送コミュニティはなくなると予想されます。
(2) 運賃連合および運賃同盟
運賃連合（Tarifverbund）または運賃同盟（Tarifgemeinschaft）は、均一な運賃のみを、時には乗車券の相互承認のみを保証する。運輸同盟の場合と同様に、法的枠組みの変更は、中期的には純粋な運賃同盟はなくなる結果を招く。
(3) 基本形態と運営主体による分類
運輸連合には組織の単位として、例えば、計画、交通事業者間の調整、サービスの分野で他の任務は委託できる。公共交通の地方化法の施行で鉄道分野の公共旅客輸送が連邦州の任務となった以来、多数の輸送連合は同時に取引先（Besteller）の機能、つまり地域の鉄道近距離旅客輸送（Schinenpersonnennahverkehr, SPNV）に注目せねばならなかった。
EU指令の施行のために、すべてのドイツ連邦州は、地方公共交通機関に関するさまざまな法律を制定した。法案の一部は運輸連合にさまざまな影響を及ぼした。
運営主体によって、運輸連合は3つの形式として区別できる。
- 交通事業者主導型連合（Unternehmensverbund）: 地域の運送会社の組合（例: ブレーメン＝ニーダーザクセン運輸連合）
- 任務担当者主導型連合（Aufgabenträgerverbund）: 運輸当局によって形成された運輸連合体（例: ベルリン＝ブランデンブルク運輸連合）
- 混合型連合（Mischverbund）: 運輸会社と公共交通機関が共同で運営する運輸連合体（例: シュトゥットガルト運輸・運賃連合）

(4) 優等列車（ICE、ICなど）の適用問題、シティーチケット
ドイツ鉄道のICE、IC、EC系統とほかの鉄道会社の遠距離輸送列車の運賃は運賃連合に統合されていない。ただし、IC列車が特定区間で快速列車の同じ駅で停車して運輸連合の乗車券と様々なラントチケットや1日乗り放題乗車券が通用する場合もある。また中距離列車の延着や事故など特別な場合、IC列車の置き換え通行が相当の運輸連合地域に通報されその乗車券が使用できる。
ドイツ鉄道優等列車の割引乗車券、バーンカード100などの場合、出発地にも到着地にも「プラス・シティー」の選択権付加の乗車券が有用である。しかしその乗車券は、ほとんどの場合、相当の運輸連合領域の一部だけで有効で、到着地のシティー選択権の有効区間に関する情報が必要である。

#### オーストリア

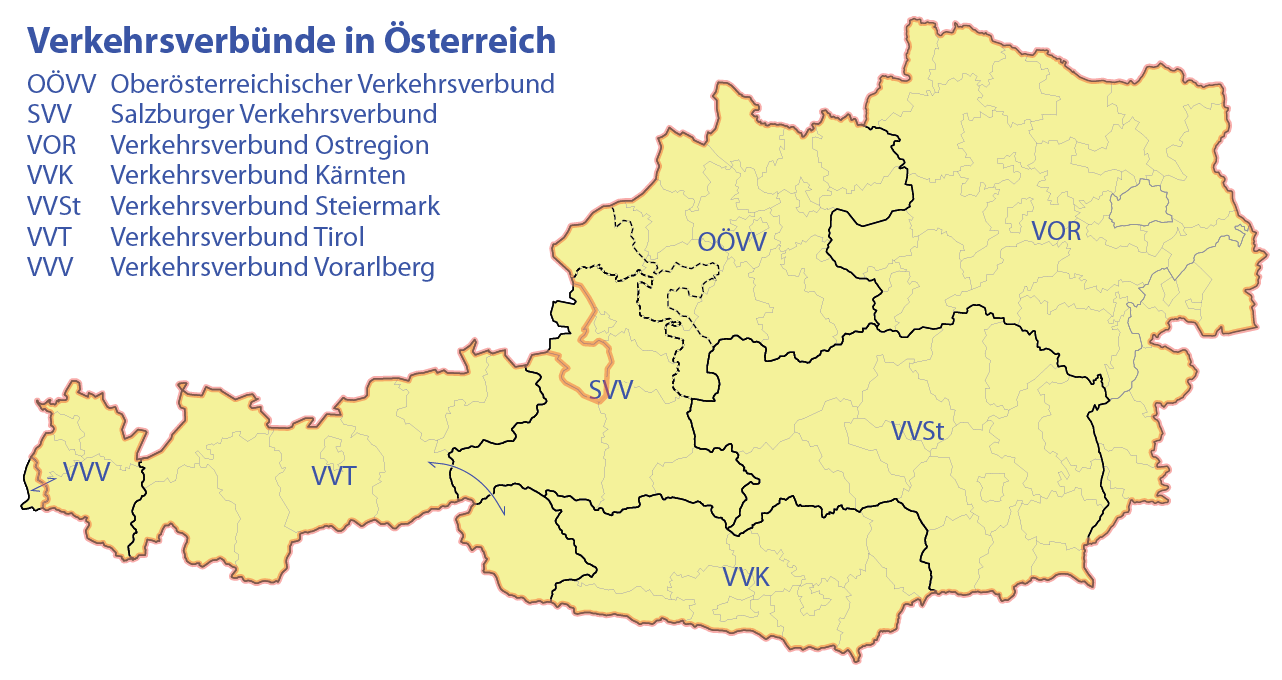
オーストリアの運輸協会

オーストリアでは運輸連合が1999年に制定された「公共近距離旅客輸送および地方交通法（Öffentliches Personnennah- und Regionalverkerhsgesetz, ÖPNRV-G）」で定義されている。
「運輸連合」とは、単一の地域運賃の条件で様々な公共運送手段の使用を保証するために、公共近距離旅客輸送および地方交通の全般的な運用を最適にする目的で結成された運輸事業者間の共同組合の形態をいう。運輸連合の目的に至るためには、第17条の規定により運輸連合組織会社と共同業務を行わなければならない。—公共近距離旅客輸送および地方交通法第4条
運輸連合に加盟している運輸事業者は協力グループで組織することができ、「運輸連合組織会社」は運輸連合に資金を提供する地方自治体と加盟運輸事業者、中央会計事務所および運輸事業者を包括する計画主務当局の間に仲介役として機能する。
オーストリアの運輸連合組織会社は、交通計画が国家の事業であるので、純粋な国営企業として公式になっている。1980年代から備えられた地域の運輸連合は、すべて州規模の運輸連合に統合された。
ウィーン、ニーダーエスターライヒ州、ブルゲンラント州には共通の運輸連合が存続して、他の連邦州には輸送協会がそれぞれに備えられている。その場合には、他の運輸連合の路線網と重なる区域あるいは小さい連鎖区域（Anbindungsgebiet）が存在する。ザルツブルク州は、バイエルン州の一部地域と越境の運輸連合を運営する。フォアアールベルク運輸連合は、リヒテンシュタインの運輸連合およびスイスの東風運輸連合（Verkehrsverbund Ostwind）と協力して国境を越える運賃システムを運営する。
1997年にシステムを完成したオーストリアは、包括的な運輸連合を備えている、世界最初の国である。

#### スイス

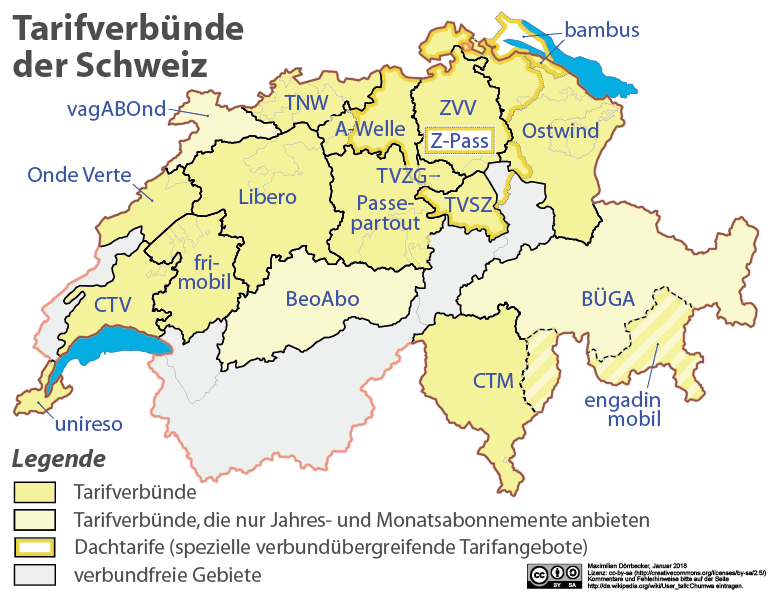
スイスの運輸・運賃連合

スイスにおける最初の運輸連合は、1990年に設立されたチューリヒ運輸連合（Zürcher Verkehrsverbund, ZVV）である。現在では善との大部分に地域の運輸連合および「直接輸送（Direkter Verkehr）」の国家システムは備えられている。

#### ルクセンブルク
ルクセンブルク運輸連合（Verkéiersverbond）には、34個の公的および私的運輸事業者が所属する。これには、ルクセンブルク国鉄（Chemins de Fer Luxembourgeois）が含める。

### アメリカ合衆国
ニューヨーク